# Peter Niemeyer
Peter Niemeyer (født 22. oktober 1983 i Hörstel, Vesttyskland) er en tysk fodboldspiller, der spiller som forsvarer/midtbanespiller hos 2. Bundesliga-klubben Darmstadt 98. Han har desuden tidligere spillet for blandt andet FC Twente og Werder Bremen.
Niemeyer var i 2009 med til at vinde den tyske pokalturnering med Werder Bremen.

## Landshold
Niemeyer har (pr. april 2018) endnu ikke optrådt for Tysklands A-landshold, men spillede mellem 2005 og 2006 seks kampe for landets U-21 hold.

## Titler
DFB-Pokal
- 2009 med Werder Bremen